# Amanita regalis
Amanita regalis (Elias Magnus Fries, 1821 ex Edmund Michael, 1904), din încrengătura  Basidiomycota în familia Amanitaceae și de genul Amanita, denumită în popor burete maro al muștelor sau Amanită regală, este o specie de ciuperci otrăvitoare. Ea coabitează, fiind un simbiont micoriza (formează micorize pe rădăcinile arborilor) și se poate găsi în România, Basarabia și Bucovina de Nord în păduri de conifere sub molizi și pini precum în cele foioase sub mesteceni, la marginea lor precum prin luminișuri ierboase sau erbacee, dezvoltându-se solitară sau în grupuri mici pe sol acru și umed. Timpul apariției este din (mai) iunie până în octombrie (noiembrie).
Originea numelui generic nu este univocă. El s-ar putea trage din cuvântul latin (latină amandere=a alunga, a ține pe cineva departe, a trimite), cauzat probabil periculozității multor specii sau, cum suspectează etimologul german Helmut Genaust, ar putea fi un nume derivat din termenul grec Amanos (Ἁμανός), astfel denumiți munții de coastă de pe Golful Iskenderun (Golful Alexandretta) în Cilicia (azi în Turcia).  Epitetul este derivat din cuvântul latin (latină regalis=regal, cuvenind unui rege, vrednic unui domnitor, princiar), datorită mărimii și frumuseții buretelui.

## Istoric
Deși specia a fost descrisă sub denumirea Amanita umbrina deja de cunoscutul micolog bur Christian Hendrik Persoon în cartea sa Tentamen dispositionis methodicae Fungorum din 1797, numele binomial Amanita regalis, creat de profesorul și expertul în ciuperci german Edmund Michael (1849-1920) în lucrarea sa Führer für Pilzfreunde: Die am haüfigsten vorkommenden essbaren, verdächtigen und giftigen Pilze din 1904, bazând pe denumirea Agaricus muscarius f. regalis al lui Elias Magnus Fries din 1821, este cel valabil în prezent (2019).
Toate celelalte încercări de redenumire sunt acceptate sinonim, dar pot fi neglijate, nefiind folosite.

## Descriere

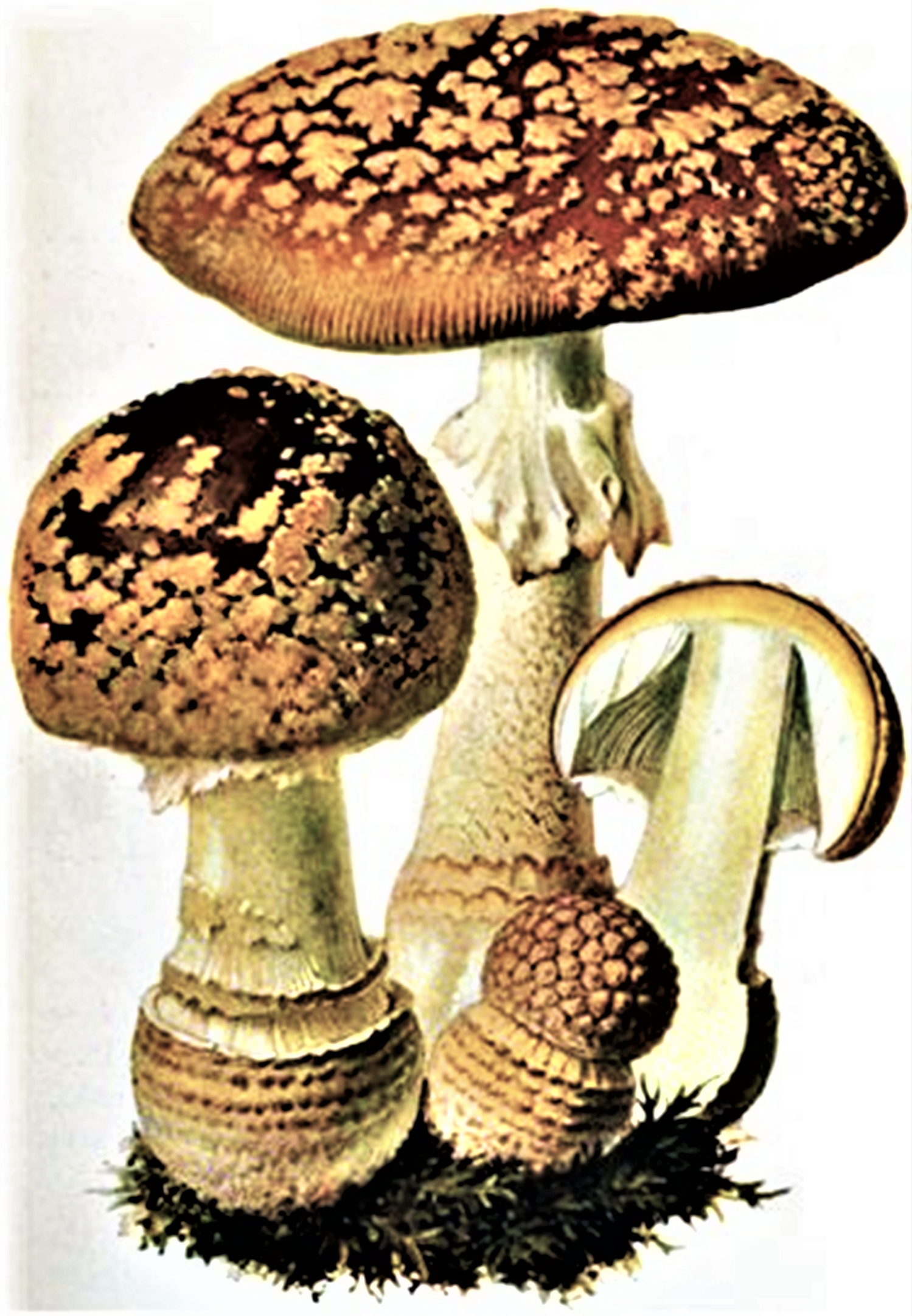
Michael: Amanita regalis

- Pălăria: cărnoasă are un diametru de 8-20 cm  și este amenajată central peste picior. În stadiul inițial de dezvoltare este globuloasă, pare un ou mic, fiind înfășurată complet cu piciorul și bulbul de vălul universal, devenind repede ovoidală, apoi convexă, iar odată cu maturizarea se aplatizează precum adesea ușor deprimată în centru și cu marginea mereu striată. Cuticula, care se desprinde cu ușurință până la jumătate de pălărie, este netedă, lucioasă, lipicioasă și la umezeală unsuroasă, fiind  acoperită relativ din abundență de negi piramidali gri-albui până alb-gălbui, resturile de volvă pe care ploaia uneori le desprinde. Coloritul oscilează între galben-maroniu, brun-roșcat și brun-castaniu.
- Lamelele: la început acoperite de un văl parțial albicios, sunt subțiri, aglomerate, nu rar ondulate, cu maturitatea ceva bombate, libere sau rotunjit aderente la picior, doar cu puține lameluțe intercalate, muchiile fiind ceva flocoase. Coloritul este inițial alb, dar tinde să de îngălbenească ușor spre bătrânețe.
- Piciorul: albicios până slab gălbui și la bază adesea cu nuanțe maronii este cilindric, ușor umflat, tare și compact, având o înălțime de 7-16 (25) cm și o lățime de 2-4 (6) cm. Sfârșește într-un bulb presărat cu negi concentrici, transformări ale vălului universal, restul acestuia formând o volvă delicată și făinoasă, aproape mereu ruptă în lobi. Tija este în stadiu tânăr plină, mai târziu goală pe dinăuntru. Poartă un inel bătător la ochi în jurul mijlocului de aceiași culoare care este lat, membranos precum liber în partea inferioară, cu suprafața ușor striată și mereu atârnat în jos.
- Carnea: este mereu albă, dar direct sub cuticulă colorată într-o zonă de tranzit galben până galben-maroniu, fiind fragedă și  minimal fibroasă. Mirosul este neutral, poate aminti slab la cel de ciuperci și gustul nesemnificativ.
- Caracteristici microscopice: Sporii sunt netezi, sub microscop hialini (translucizi), elipsoidal-ovoidali și neamiloizi (nu se decolorează cu reactivi de iod), cu o mărime de 11-12 x 7-8 microni. Pulberea lor este albă. Basidiile de 38-46 x 3-13 microni sunt clavate cu cârlig și poartă 2-4 sterigme fiecare.[4][5]
- Reacții chimice: nu sunt cunoscute.[12]

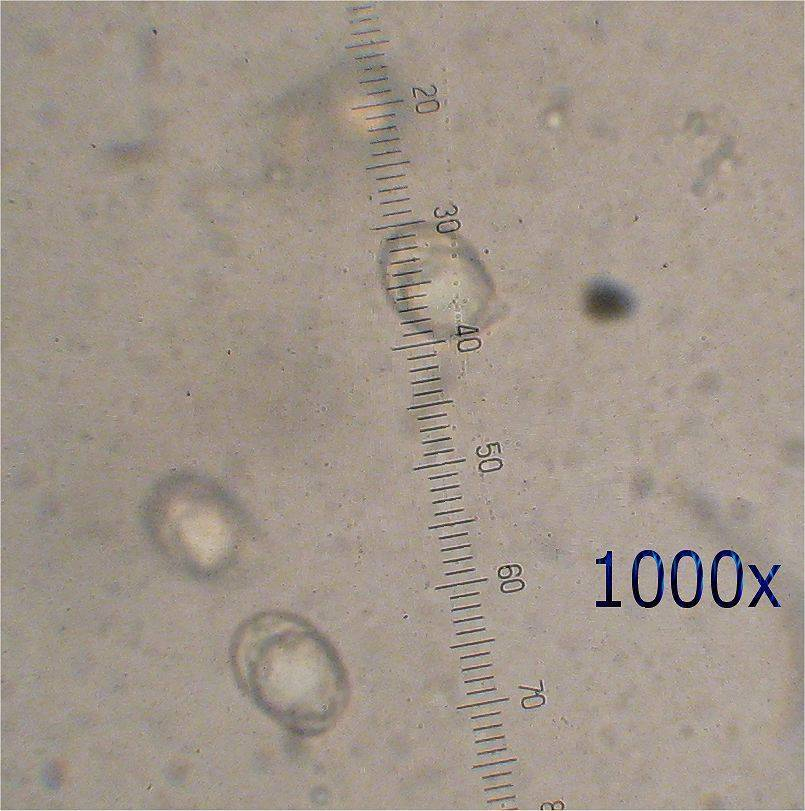
A. regalis, spori
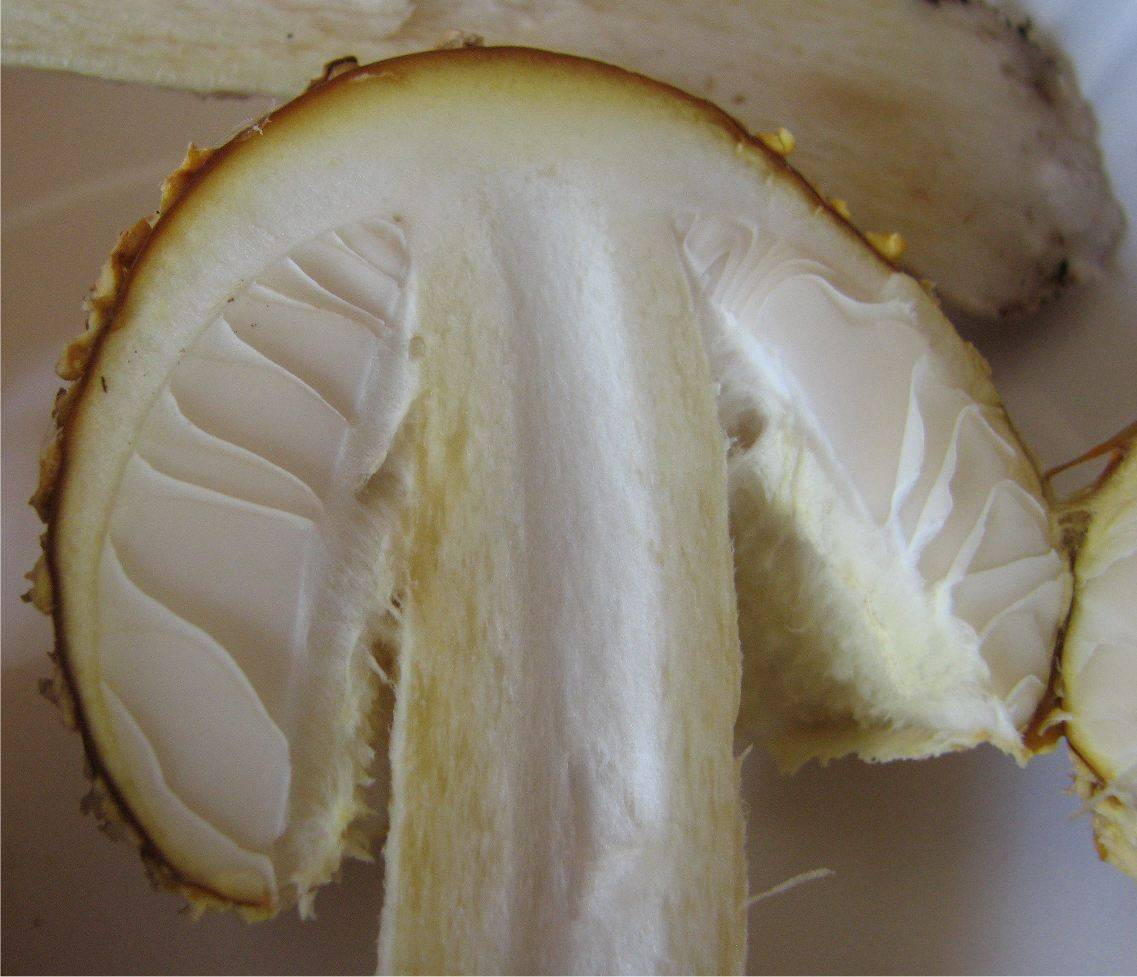
A. regalis, secțiune longitudinală
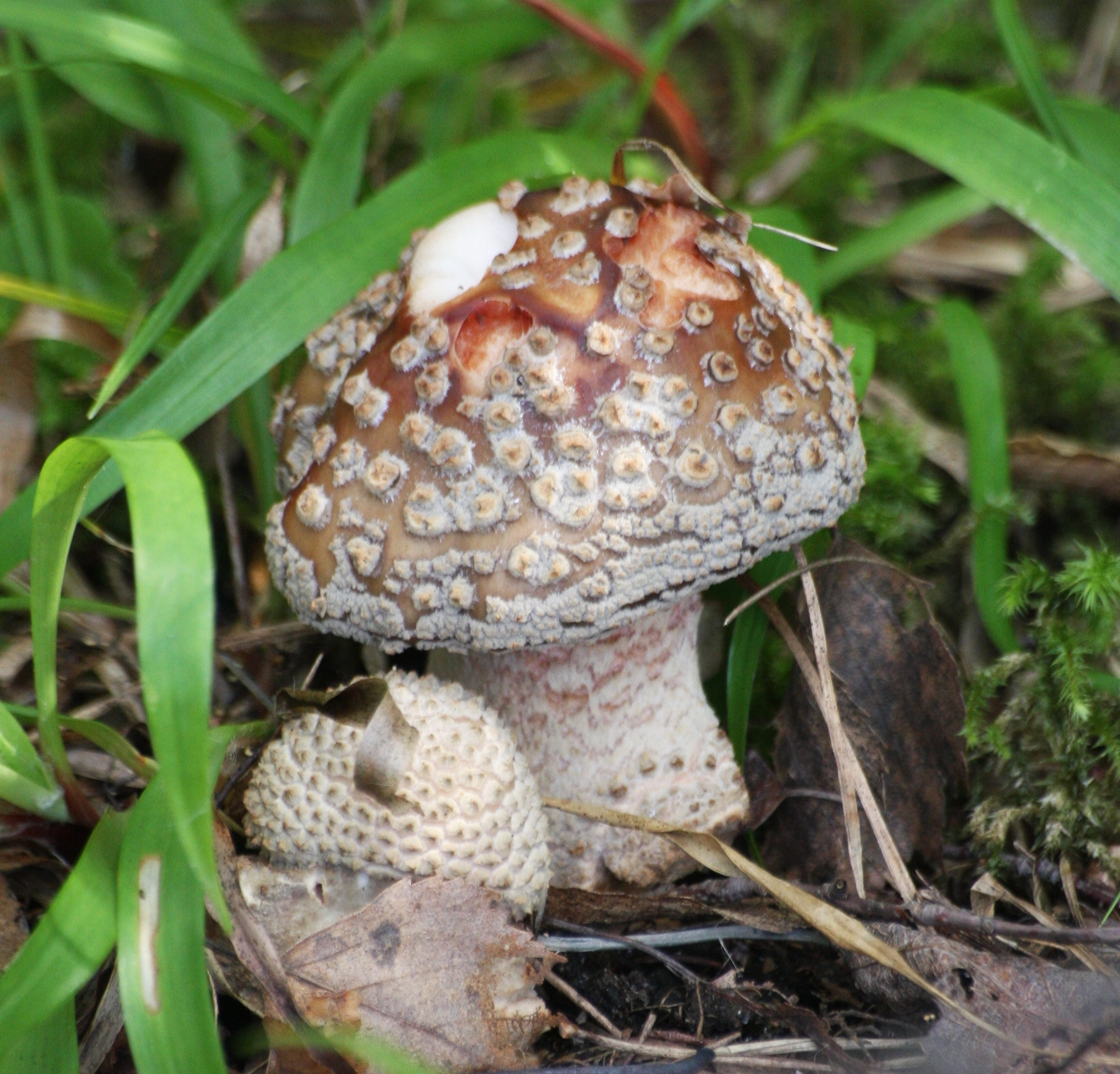
A. regalis tineri
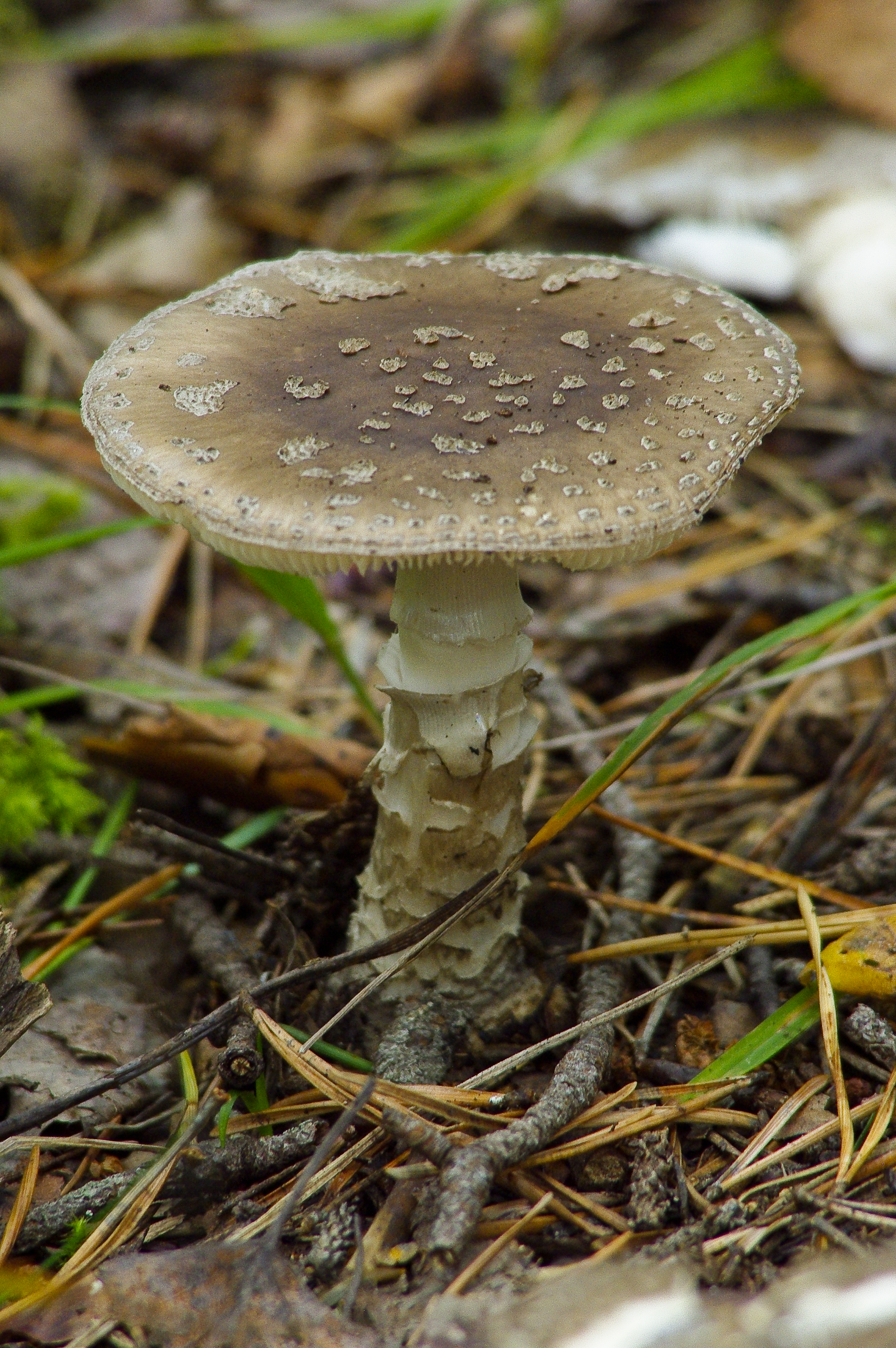
A. regalis bătrână

## Confuzii
Amanita regală poate fi confundată cu mai multe specii aceluiași gen, astfel cu otrăvitoarele Amanita aspera, Amanita franchetti, Amanita gemmata, Amanita muscaria, Amanita pantherina și variație, dar de asemenea cu necomestibila Amanita porphyria sau cu comestibilele Amanita ceciliae, Amanita rubescens și Amanita spissa,  poate chiar și cu mai micile Amanita battarrae sin. Amanita umbrinolutea sau Amanita umbrinolutea, toate fără inel și bulb. Chiar și o confuzie unor exemplare mai deschis brun-roșcate cu delicata Amanita caesarea este posibilă.

## Specii asemănătoare în imagini

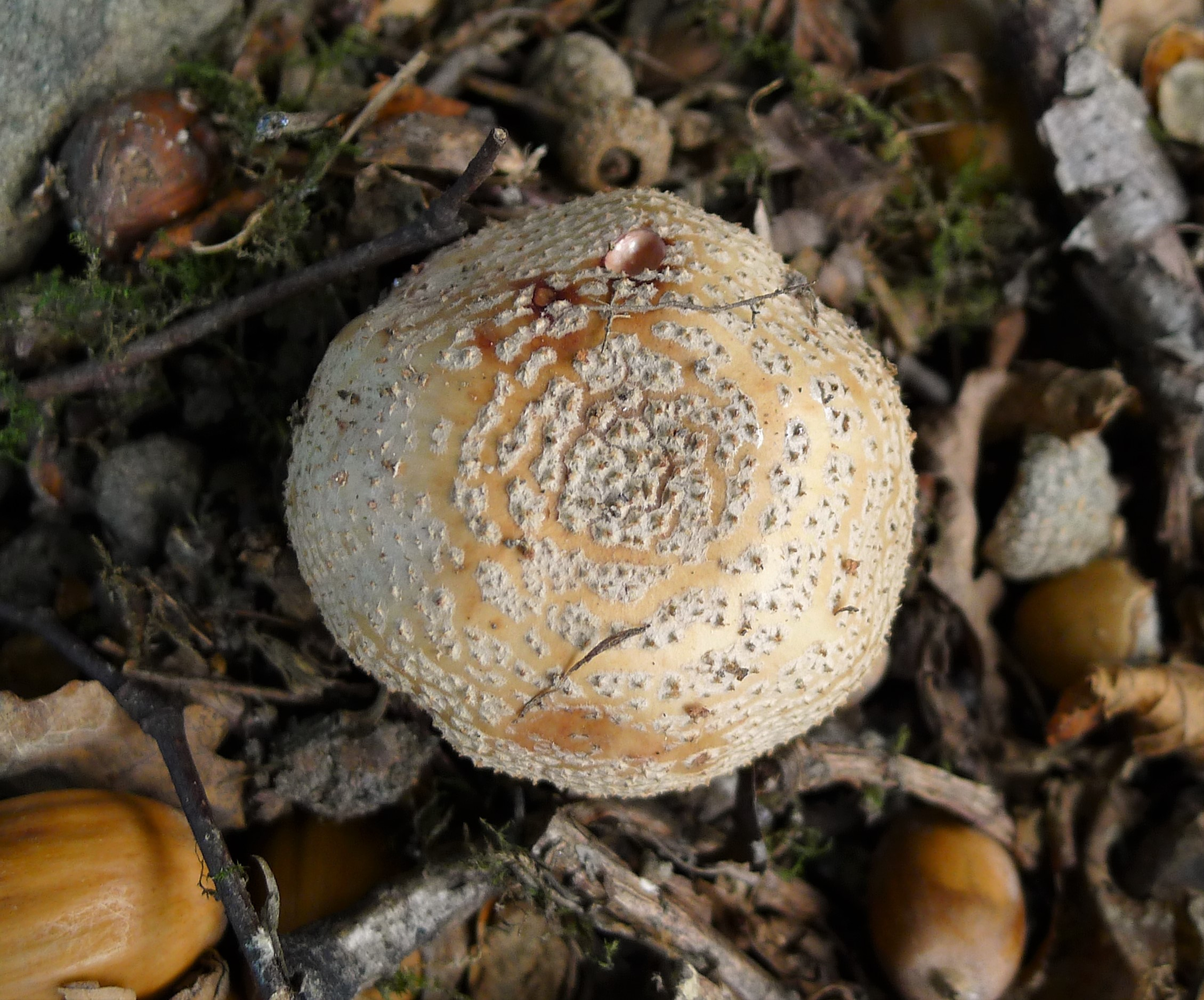
!!Amanita aspera!!
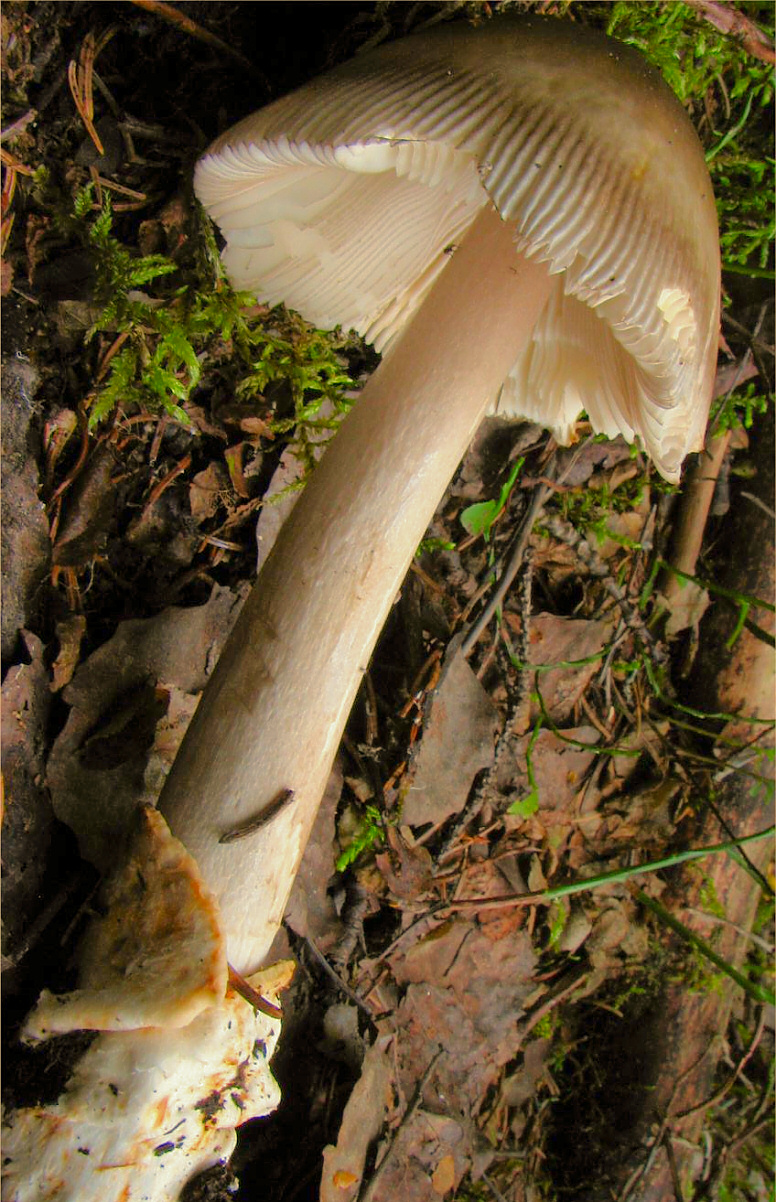
Amanita battarrae sin. umbrinolutea
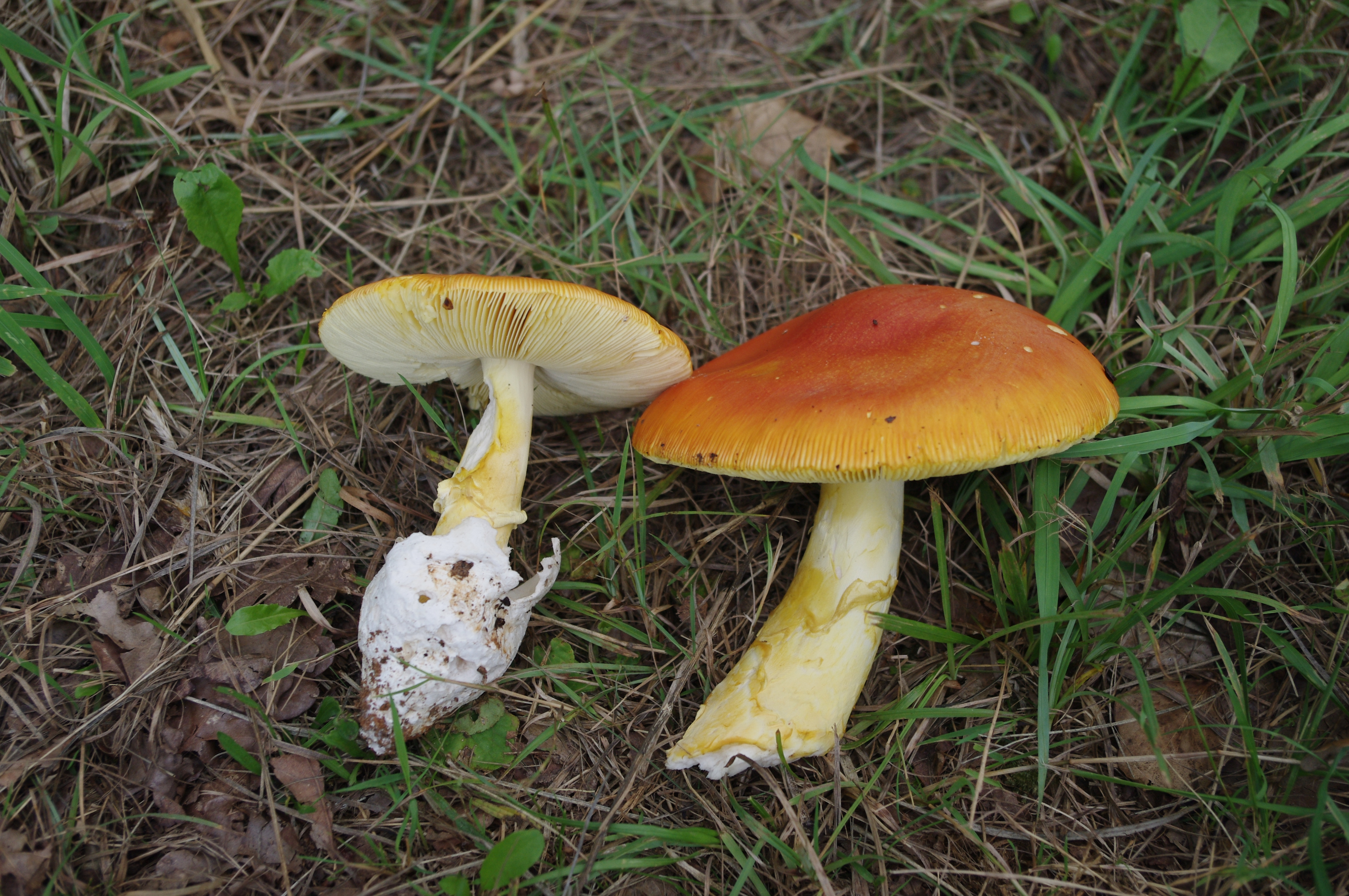
Amanita-caesarea
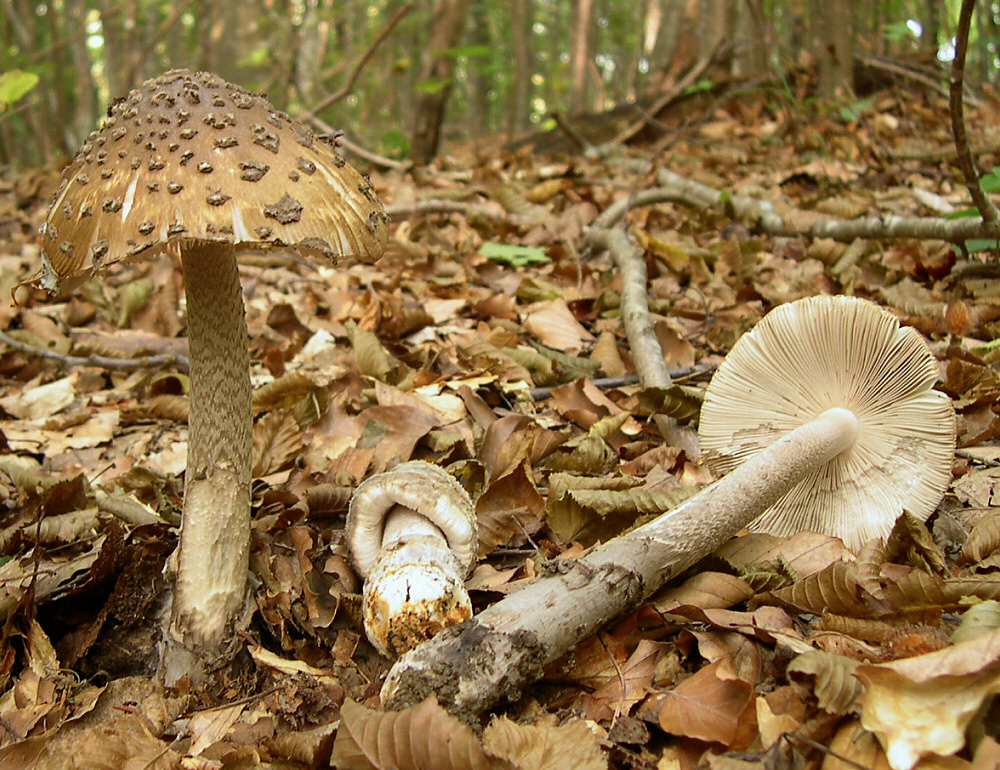
Amanita ceciliae
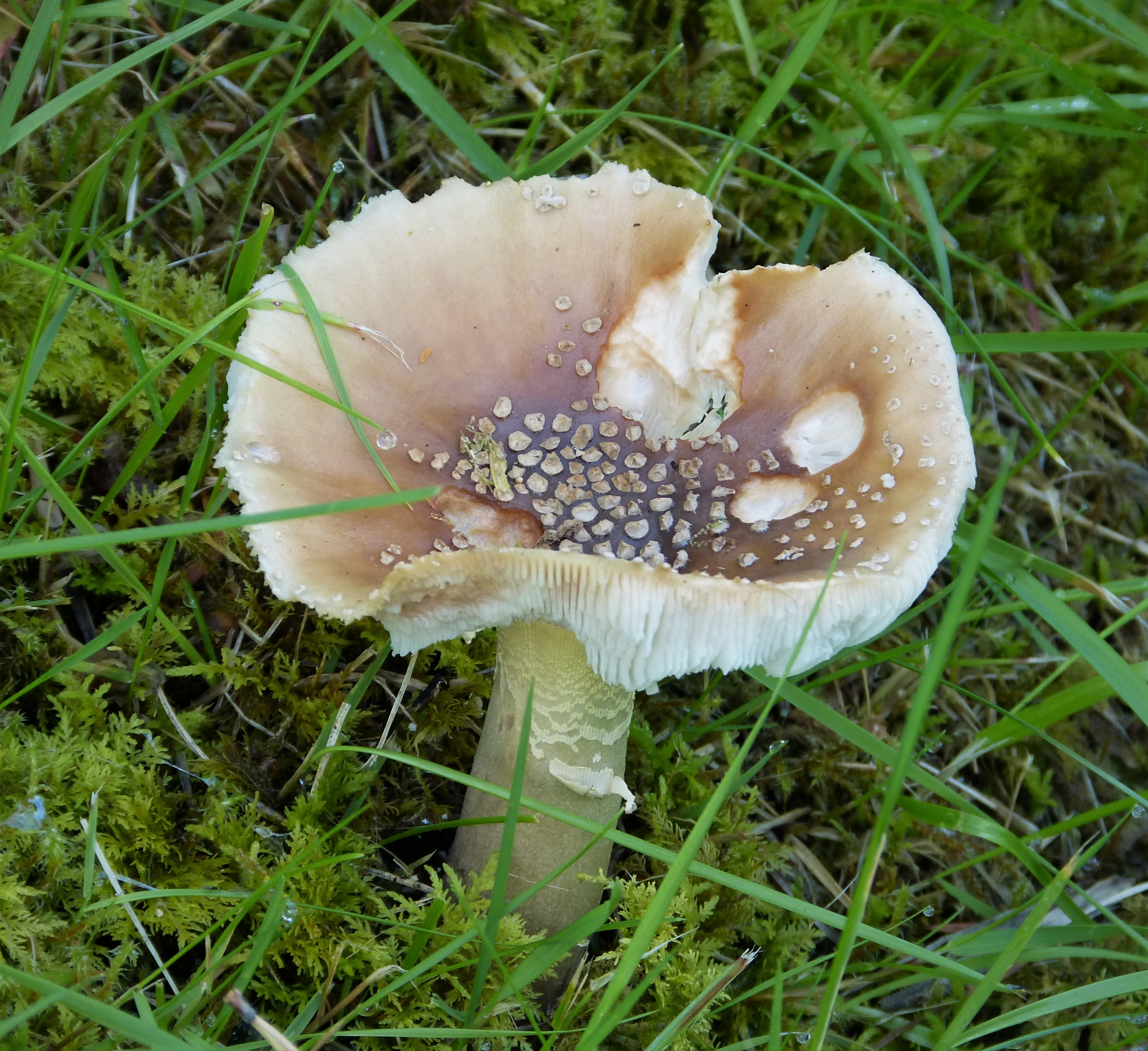
Amanita excelsa

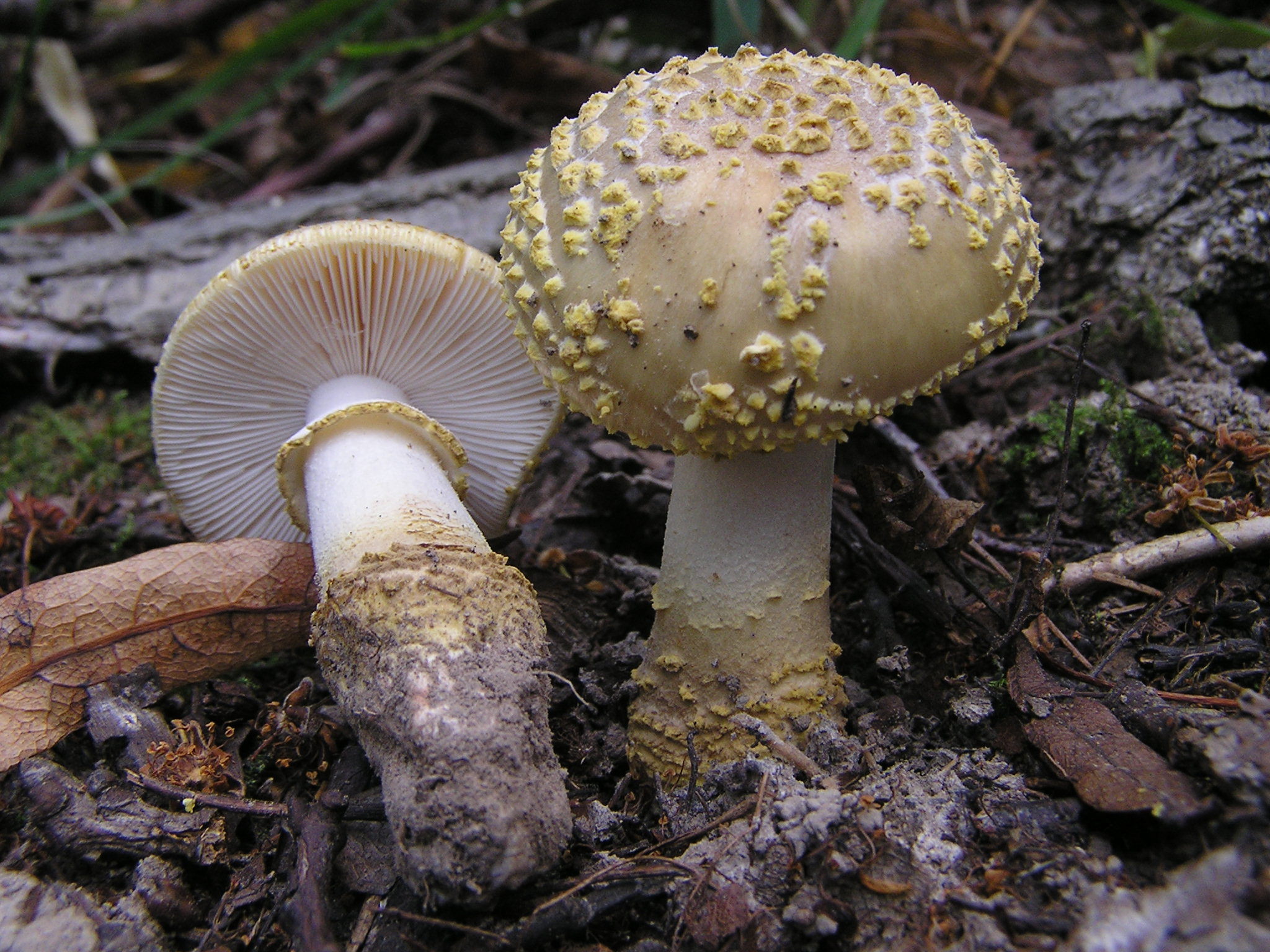
!!Amanita franchetii!!
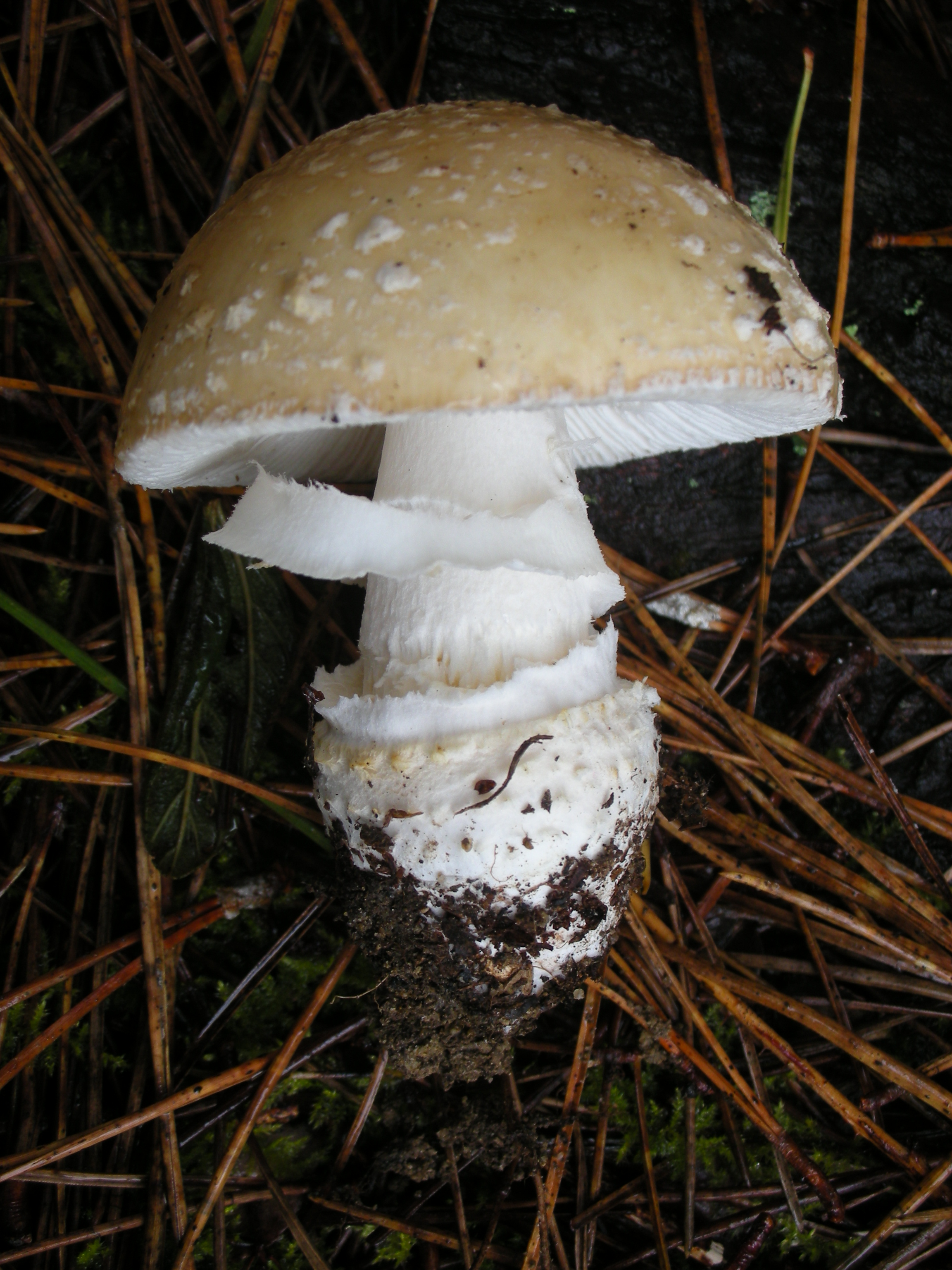
Amanita gemmata
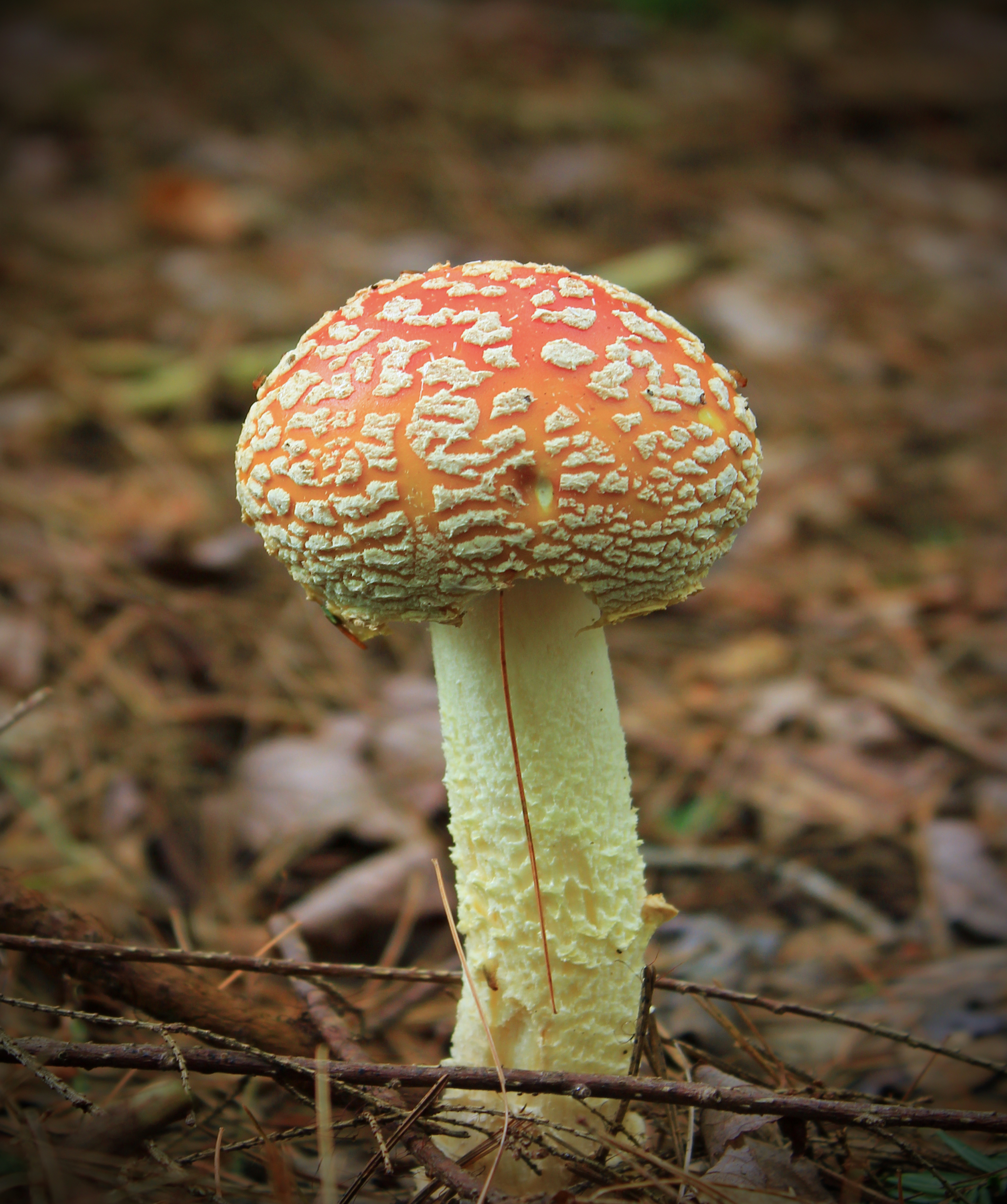
!!Amanita muscaria!!
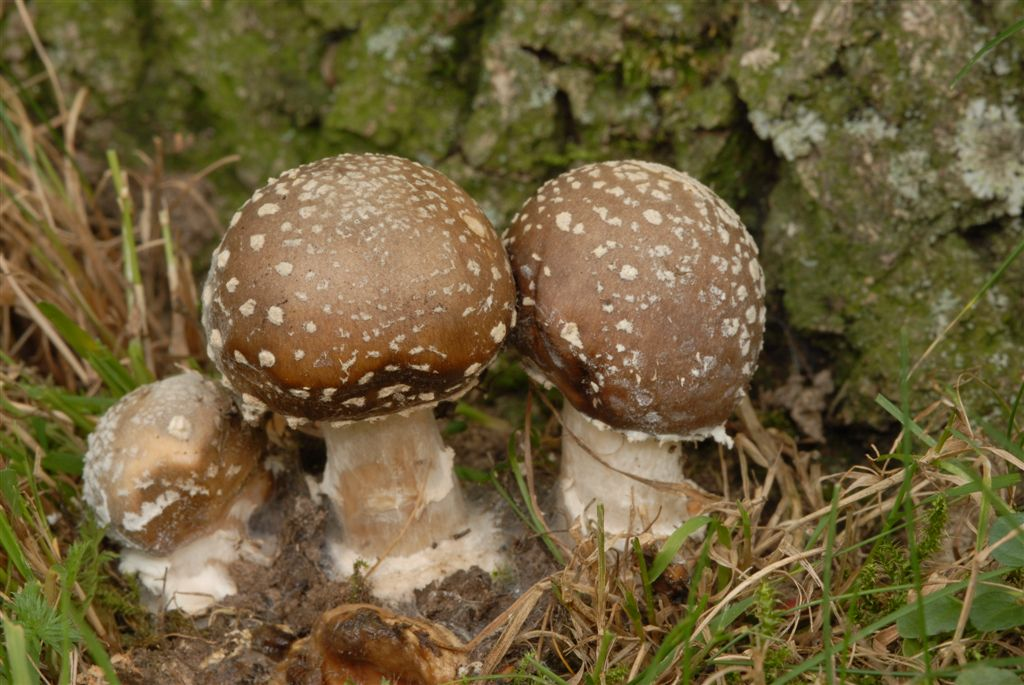
!!Amanita panherina!!

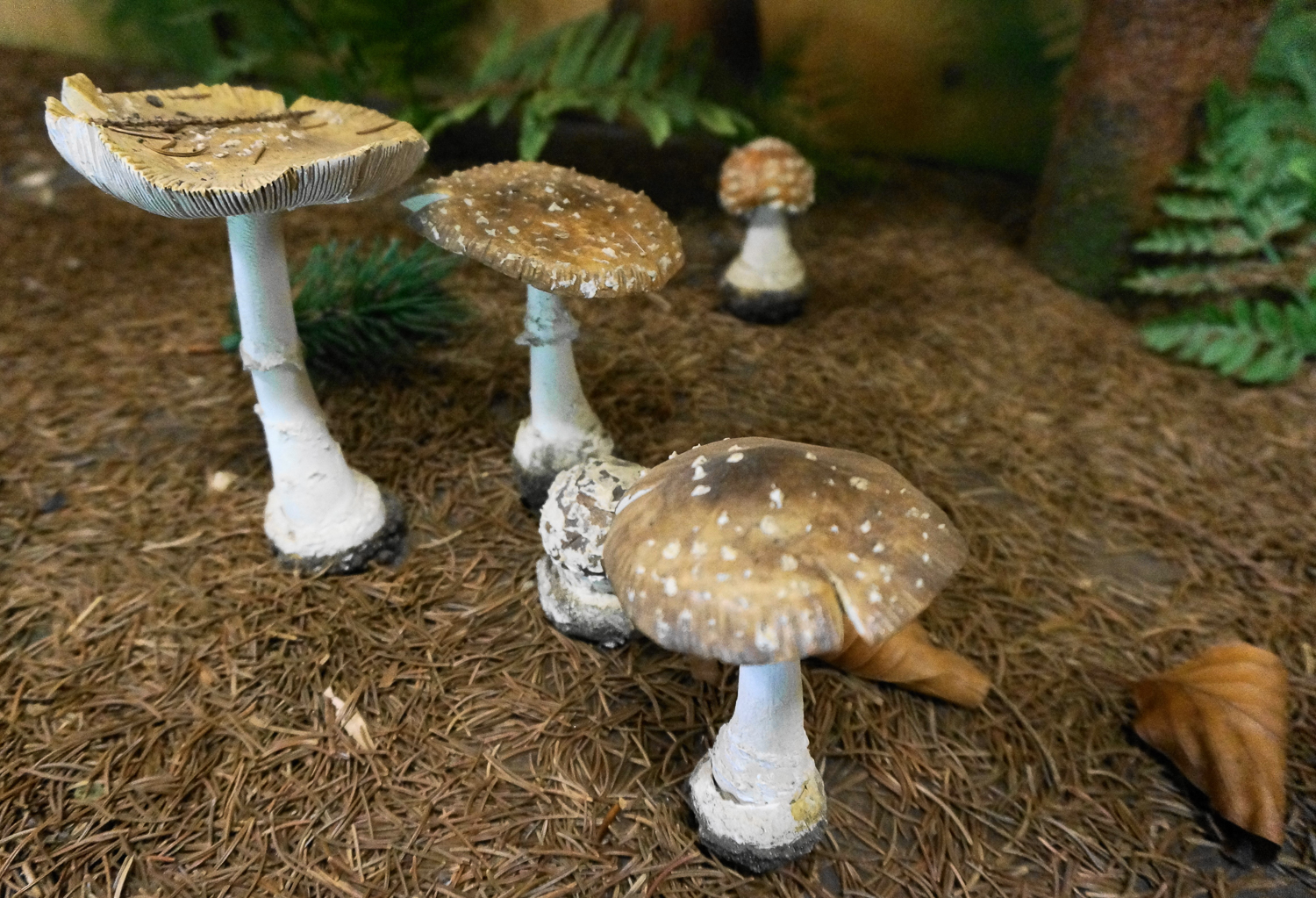
!Amanita porphyria!
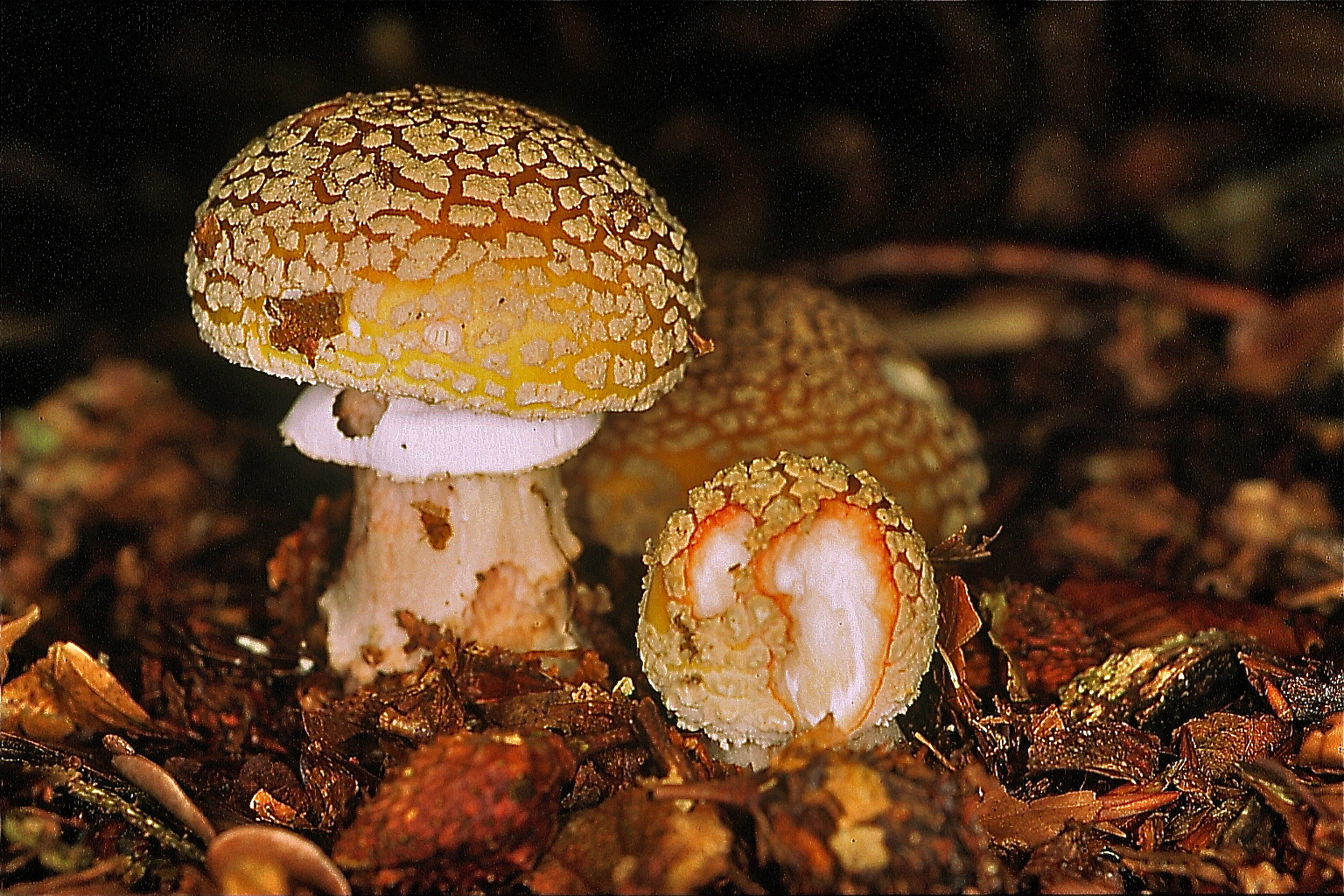
Amanita rubescens
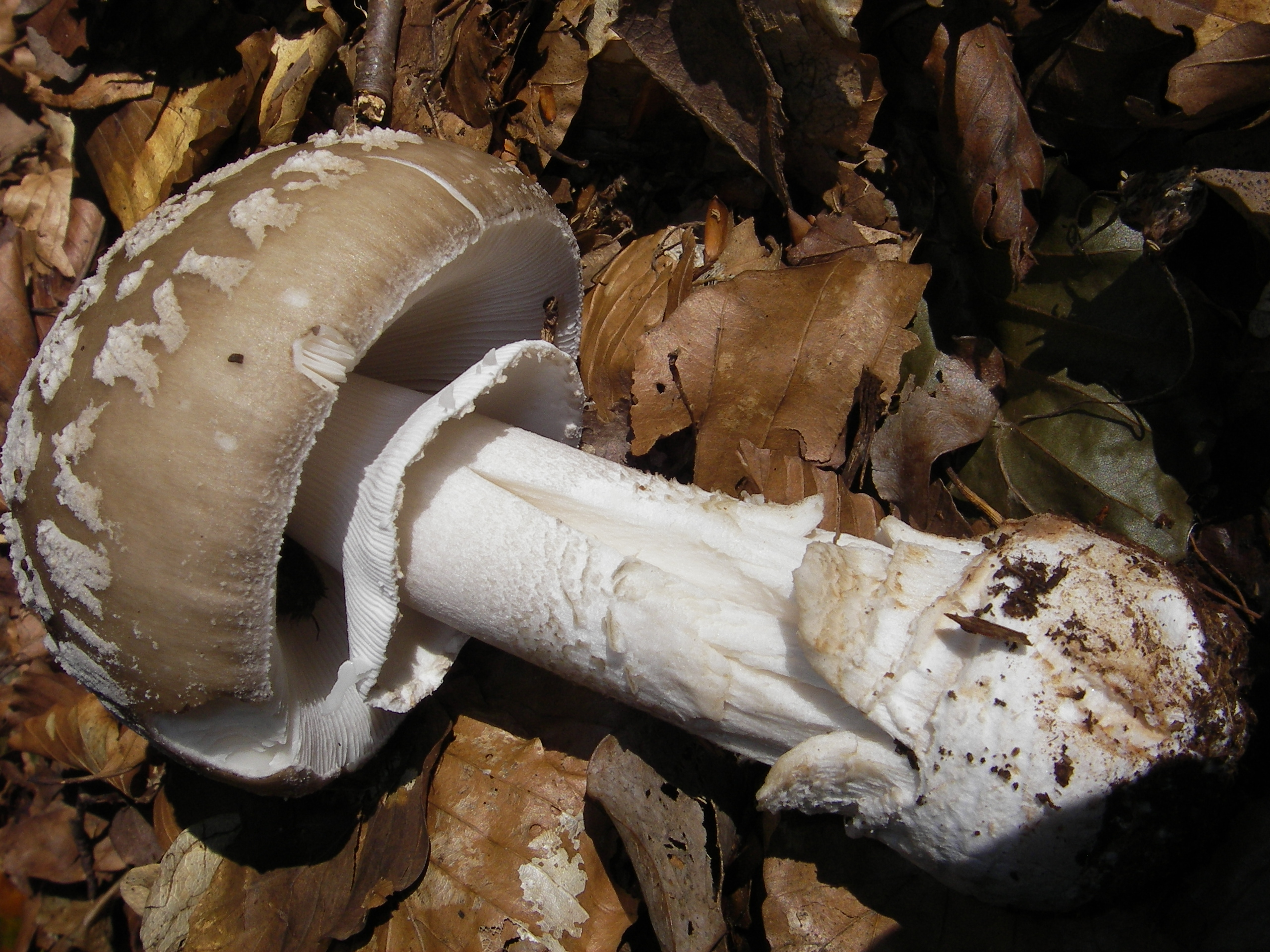
Amanita spissa
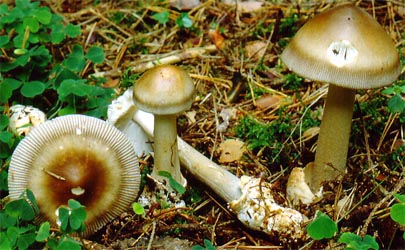
Amanita umbrinolutea

## Valorificare

### Ciupercă toxică

Muscarină

Muscimol

Amanita regală este una din speciile responsabile pentru sindromul panterian (atropinian sau psihotic). Toxinele sunt cunoscute sub denumirea de amanitine: muscarina și muscaridina, care acționează cu predilecție asupra sistemului nervos vegetativ. Manifestarea intoxicației este predominant nervoasă 
- Perioada de incubație este scurtă (jumătate de ora – o ora de la ingestie)
- Simptomele sunt dureri abdominale, transpirație abundență, furnicături la extremitățile corpului, stare de agitație, incoerență, furie, halucinație, mișcări bruște si dezordonate, asociate cu tulburări de vedere, diaree, vomă, convulsii.
- Recomandări și remedii: evacuarea conținutului gastric și administrarea de apă cu suspensie de cărbune activat. În orișice caz trebuie contactat un medic.[26]

Mai departe, soiul conține acidul ibotenic (premuscinol) și muscimol Toxicul rezultat este halucinogen, termostabil la 60 °C și persistă și în ciuperca uscată. Acidul ibotenic are efecte neurotoxice. Muscimolul are efecte halucinogene precum agitații puternice.

### Ciupercă medicinală
În medicina tradițională chinezească și în medicina naturală, pulberea ciupercilor este utilizată împotriva ulcerelor maligne și a afecțiunilor nervoase. În Rusia, bureții se fermentează în sticle și se folosesc ca balsam pentru răceli și dureri.